# Aide au développement
Pour les articles homonymes, voir Développement.
L'aide au développement désigne une action volontaire par un acteur extérieur pour impulser le développement d'un pays tiers (pays en développement). Les conceptions du développement sont nombreuses, les différentes formes de l'aide le sont tout autant.

## Histoire
L'aide au développement trouve son origine dans le discours sur l'état de l'Union du président des États-Unis Harry Truman le 20 janvier 1949 :
Nous devons nous lancer dans un nouveau programme de construction pour mettre les bénéfices de nos avancées scientifiques et de nos progrès industriels au service de l'amélioration et de la croissance des régions sous-développées.
Plus de la moitié des habitants de la planète vivent dans des conditions proches de la misère. Leur nourriture est insuffisante. Ils sont victimes de maladies. Leur vie économique est primitive et stagnante. Leur pauvreté est un handicap et une menace tant pour eux que pour les régions plus prospères.
Pour la première fois dans l'histoire, l'humanité possède les connaissances et les compétences nécessaires pour soulager la souffrance de ces personnes.
Les États-Unis sont prééminents parmi les nations dans le développement des techniques industrielles et scientifiques. Les ressources matérielles que nous pouvons nous permettre d'utiliser pour aider d'autres peuples sont limitées. Mais nos ressources impondérables en connaissances techniques sont en constante augmentation et sont inépuisables.
Je crois que nous devrions mettre à la disposition des peuples épris de paix les avantages de notre réserve de connaissances techniques afin de les aider à réaliser leurs aspirations à une vie meilleure. Et, en coopération avec d'autres nations, nous devrions encourager les investissements de capitaux dans les domaines nécessitant un développement.

Notre but devrait être d'aider les peuples libres du monde, par leurs propres efforts, à produire plus de nourriture, plus de vêtements, plus de matériaux pour le logement et plus de puissance mécanique pour alléger leurs fardeaux.
L'aide au développement était aussi, dans l'esprit de l'administration Truman, et dans le contexte du début de la Guerre froide, un moyen de lutter contre l'influence du communisme. Un rapport du PNUD paru en 1994 souligne que « de fait, l’aide versée par les États-Unis pendant les années 1980 est inversement proportionnelle au respect des droits de l’homme. Les donateurs multilatéraux ne semblent pas non plus encombrés de telles considérations. Ils semblent en effet préférer les régimes autoritaires, considérant sans ciller que ces régimes favorisent la stabilité politique et sont mieux à même de gérer l’économie. Lorsque le Bangladesh et les Philippines ont mis fin à la loi martiale, leur part respective dans l’ensemble des prêts de la Banque mondiale a diminué ».
Depuis l'émergence des exigences de développement durable dans les années 1990, les pays développés ont compris que l'aide au développement n'est pas seulement une affaire d'apport de connaissance technique, mais qu'elle doit aussi respecter la diversité culturelle.

## Formes de l'aide au développement
L'aide est souvent financière et/ou mesurée par des flux financiers (l'envoi de coopérants est chiffré). Elle va généralement des pays développés vers les pays en développement, en particulier les pays les moins avancés, mais une aide des pays émergents (Chine, Inde, monarchies pétrolières) vers les pays les moins avancés commence à se développer. Elle est internationale. Le donateur peut être constitué d'un pays ou d'une entité publique ou privée d'un pays (pour la France c'est l'Agence française de développement (AFD) et Expertise France) ou encore d'un groupes de pays par l'intermédiaire d'une organisation internationale (FMI, Banque mondiale…). L'aide peut cependant venir d'une entité interne au pays même (filiale de multinationales implantées dans un pays).
L'aide publique au développement (APD) est la forme la plus connue de l'aide au développement.  Mais l'aide au développement est aussi le fait de particuliers, d'entreprises, d'ONG, de fondations… Elle peut également prendre la forme de coopération décentralisée, entre des collectivités locales de pays développés vers des collectivités de pays en développement.
L'aide au développement est une action qui peut prendre les formes suivantes :
- financement de projets par dons ;un exemple est les investissements dans la programmation de transferts monétaires inconditionnels pour réduire la pauvreté et améliorer la santé, la sécurité alimentaire et la nutrition[4],[5]
- prêts d'argent à taux préférentiel ;
- aide budgétaire : Cet instrument est apparu à la fin des années 1990. Il consiste à transférer des fonds directement au Trésor du pays partenaire pour alimenter le budget de l'état. L'aide est soit générale, soit ciblée sur un territoire du pays aidé ou vers un secteur particulier ;
- annulation de dettes.

Les projets de développement ont un budget établi, une unité de lieu, et sont limités dans le temps (de quelques mois à une dizaine d'années). Ils sont en général mis en place conjointement par un bailleur de fonds et des acteurs locaux des pays en développement (un ministère, une ONG, une organisation de producteurs, une organisation professionnelle, une collectivité locale, etc.). Le cycle de vie d'un projet de développement est : i) l'identification; ii) la faisabilité; iii) le déroulement des activités et iv) l'évaluation du projet. En général, les projets de développement font l'objet de plusieurs évaluations durant leur déroulement. D'un point de vue méthodologique, la plupart des projets suivent actuellement le "cadre logique" utilisé à l'origine par l'Union Européenne. Pour chaque phase du projet, ce cadre logique présente les objectifs, les activités, les résultats attendus, les indicateurs objectivement vérifiables, les risques et les hypothèses de développement. Le financement d'une action de développement peut également être la participation au financement d'un programme du pays aidé (un programme régional ou communal, ou encore sectoriel, lié au genre, etc.). 
Les activités poursuivies sont très diverses selon les pays et selon les partenaires et couvrent tous les secteurs, parmi eux :
- renforcement des capacités des organisations paysannes (OP) ;
- appui aux filières agroalimentaires (approvisionnement en intrants, production, transformation, accès aux marchés) ;
- formation et éducation de la population ;
- climat, biodiversité et développement durable ;
- santé-soins, médicaments...
- infrastructures-routes-magasins de stockage, hôpitaux, écoles, barrages, puits…
- appui aux politiques de l'État, restauration de l'État de droit ;
- paix et sécurité ;
- bonne gouvernance ;
- etc.

L'aide au développement comprend également l'aide d'urgence mais elle s'en distingue, en théorie, car elle devrait favoriser l'essor des populations aidées alors que l'aide d'urgence n'intervient que dans des situations de catastrophes naturelles ou conflits armés, en théorie. L'aide au développement intervient le plus souvent avec un objectif de pérennité des activités menées, alors que l'aide d'urgence intervient le temps nécessaire à réparer une situation de crise (conflit, catastrophes naturelles...).
La réalité sur le terrain est souvent plus complexe, les deux instruments étant souvent utilisés de manière complémentaire. Les motifs de l'aide au développement, notamment dans le cas de l'APD, sont souvent politiques. Ils peuvent être philosophiques, humanistes ou religieux. La forme que prend l'aide au développement révèle aussi la vision du développement que se fait celui qui aide.
En lieu et place d'aide au développement, bon nombre de professionnels[réf. nécessaire] préfèrent l'appellation coopération au développement. En effet, hors du paradigme assistentialiste, la coopération au développement prône des projets élaborés par les populations locales ; en ce sens, elle constitue un réel accompagnement participatif.
Le concept évolue actuellement vers celui de codéveloppement entre les pays développés et ceux moins avancés.[réf. nécessaire]
Les grandes institutions chargées de l'aide au développement sont: 
- Multilatérales :
  - Banque mondiale
  - Organisation des Nations unies. Le Programme des Nations unies pour le développement (PNUD) est l'une des principales agences des Nations unies et est celle qui coordonne le système des Nations unies dans le domaine de la coopération au développement.
  - La Commission européenne est le principal contributeur mondial, l'Union Européenne contribuant à hauteur de 55 % de l'aide total allouée au développement. Son principal outil est le Instrument de financement de la coopération au développement.
  - Banque africaine de développement
  - L'OCDE
  - Fonds international de développement agricole (FIDA)

Chaque gouvernement en Europe a ses instances propres :
- en France : le ministère de Affaires étrangères, l'Agence française de développement, le Conseil national pour le développement et la solidarité internationale (CNDSI),
- en Angleterre : le Department for International Development ;
- en Allemagne : GI

Aux États-Unis, l'USAID est l'agence chargée de l'aide au développement. Cette agence est controversée en raison de sa participation à des actions de déstabilisation contre des gouvernements en mésentente avec le gouvernement américain.
D'après la Banque mondiale, le taux de fuite moyen vers les paradis fiscaux est estimé à environ 7,5 % de l'aide.